# Unicable
Unicable ist ein Verfahren zur Verteilung von Satellitenfernsehsignalen in einer Sat-Anlage. Dabei können mehrere Receiver (aktuell mit EN 50607 maximal 32) an nur eine einzige Ableitung angeschlossen werden, was bei einer konventionellen Sat-ZF-Verteilung (Sternverteilung im Multischalter-Betrieb) nicht möglich ist. Die Antennendosen können beliebig aufgeteilt werden, in Reihe oder Parallel mit einem Verteiler. Wichtig ist, dass bei der Reihenschaltung sogenannte Durchgangsdosen genommen werden müssen. Damit eignet sich die Unicable-Technologie besonders für den Umstieg von Kabelfernsehen auf Satellitenempfang. Im Gegensatz zu gängigen Einkabelsystemen mit eingeschränkter Programmauswahl steht bei Unicable das volle Programmspektrum zur Verfügung (egal ob SD-, HDTV-, 3D- und/oder UHD-TV). Maximal zwei Satelliten können auf diese Art über Unicable eingespeist werden.
Unicable ist ein geschützter Markenname der FTA Communications SARL (deren Handelsmarken sind z. B. „Inverto“ und „Lemon“). Er wird im deutschen Sprachraum häufig gleichgesetzt mit dem europäischen Einkabelstandard englisch Satellite channel router (SCR) oder englisch Channel Stacking System (CSS). Bei Unicable handelt es sich jedoch lediglich um eine zum Standard SCR/CSS CENELEC EN 50494 kompatible Implementierung des Markeninhabers. Der Nachfolgestandard der EN 50494, JESS (JULTEC's Enhanced Stacking Standard), den die Firma JULTEC im Jahr 2011 eingeführt und dann zum aktuellen Einkabelstandard EN 50607 (Europanorm seit 2014) gebracht hat, wird oft als Unicable 2 bezeichnet.

## Funktion
Es wird nicht das komplette Frequenzband übertragen, sondern jedem Receiver steht eine bestimmte Frequenz, das User band, abgekürzt UB, im Sat-Frequenzbereich (950–2400 MHz) zur Verfügung. Über spezielle DiSEqC-Signale teilt ein Receiver der Verteileinheit (LNB oder Multischalter) Ebene und Transponder des gewünschten Programmes mit. Der Transponder wird dann auf das UserBand des Receivers umgesetzt. Zum Ansteuern eines Unicable-LNBs sind spezielle DiSEqC-Schaltsignale nötig, weshalb nur DVB-S-Receiver, die diesen Standard unterstützen, in einem solchen System funktionieren. Die Grundlage für diese Technik ist eine im Jahre 2004 erlassene europäische Norm (EN 50494). Prinzipiell können also alle Receiver, die diese Norm erfüllen, in einem Unicable-System betrieben werden. Umgekehrt sind diese SCR-Receiver (Satellite channel router) bzw. CSS-Receiver (Channel Stacking System) an allen anderen Sat-Anlagen betreibbar.
Die SCR- bzw. CSS-Implementierungen verschiedener Hersteller können sich in der Anzahl und Verteilung der zugewiesenen Frequenzblöcke unterscheiden (genannt „Unicable-Frequenz“). Diese Frequenzblöcke müssen häufig bei der Installation des Receivers manuell eingestellt werden, sie können jedoch auch durch einen im Standard genannten Algorithmus automatisiert zugewiesen werden. Jede verfügbare Unicable-Frequenz darf nur einem Receiver zugeordnet werden, wodurch die Anzahl der verfügbaren Unicable-Frequenzen damit auch die Gesamtanzahl der zu installierenden Receiver angibt (Unicable-LNBs = max. vier Unicable-Frequenzen/Unicable-Multischalter = max. acht Unicable-Frequenzen). Ein Twin-Receiver muss als zwei Receiver gezählt werden, da er zwei Tuner/Empfangsteile integriert hat. Jedem Tuner/Empfangsteil des Receivers muss eine eigene Unicable-Frequenz zugeteilt werden, um eine getrennte und fehlerfreie Nutzung zu ermöglichen.
Zur Identifikation der Frequenzblöcke gibt es einen speziellen Anschaltbefehl, bei dem alle freien Frequenzblöcke mit einem Dauerton (Bake) angeschaltet werden. Hier muss der Tuner bzw. Receiver durch einen Blindscan die Baken erkennen. Da zur Kommunikation zwischen Receiver und Multischalter kein Rückkanal vorgesehen ist, müssen die Möglichkeiten des Multischalters explizit abgefragt werden. Der Multischalter „antwortet“ dann mittels der Bake in der Mitte des angeforderten Bandes (= ja, vorhanden, frei) bzw. um 20 MHz frequenzversetzt (= nein, nicht vorhanden, abgelehnt), was wiederum vom Receivertuner ausgewertet werden muss. So können der Reihe nach alle Parameter des Multischalters abgefragt werden.
Bei einer automatisierten Installation kann der Tuner u. a. also die Zuweisung eines Frequenzblockes erbitten, der Multischalter antwortet dann mit dem „ja-“ bzw. frequenzversetzten „nein“-Ton. Die Anfragen werden dann ggf. so lange modifiziert, bis alle gewünschten Einstellungen zwischen Receiver und Multischalter synchronisiert wurden. Problematisch ist dabei, dass andere sich in Betrieb befindende Empfangsgeräte während dieser Installation gestört werden.
Die Zuverlässigkeit der Tonbakenerkennung hängt von den im Empfangsgerät verwendeten Tuner/Demodulator-Bausteinen und von den Pegelverhältnissen (insbesondere Schräglage) am Anschlusspunkt ab. Aus diesem Grund fordert die EN 50494 explizit eine manuelle Eingabemöglichkeit von Userband-ID und Userband-Frequenz im Empfangsgerät.
Der Nachfolgestandard JESS (EN 50607) unterstützt im Gegensatz zur EN 50494 eine bi-direktionale DiSEqC-Kommunikation und ermöglicht dadurch die exakte Abfrage von verfügbaren, benutzten und geschützten Userbändern und deren Frequenzen. Die Installation eines Empfangsgeräts kann sich mit dieser Hilfestellung erheblich vereinfachen. Die Implementation der Bi-Direktionalität in JESS-Verteilkomponenten ist Pflicht, in Empfangsgeräten dagegen optional, um ein Upgrade bestehender Empfangsgeräte per Firmwareupdate möglich zu machen (jedes EN 50494-taugliche Empfangsgerät kann ohne Hardwareänderung per Firmwareupdate JESS-fähig gemacht werden).
Der Einkabelstandard EN 50494 ist eindeutig für Anwendungen innerhalb einer Wohneinheit vorgesehen („Single Dwelling Installations“). Es gibt mehrere Lösungsansätze, das System jedoch trotzdem in Mehrparteienhausverkabelungen einzusetzen.
Ein Ansatz ist, jeder Wohnung eine eigene Ableitung zur Verfügung zu stellen.
Ist das nicht möglich, gibt es eine Erweiterung in der EN 50494, wodurch einzelne Userbänder durch einen PIN-Code vor Fremdzugriff geschützt werden können. Der PIN-Code ist optional und wird nicht von jedem Receiver unterstützt. Wird dieser Schutz genutzt, sollten spezielle Antennensteckdosen verwendet werden, wie z. B. die „ESU33“ von Kathrein. Diese Dose überwacht die Höhe der Fernspeisespannung und startet nach einem Spannungssprung von 14 auf 18 V ein Zeitglied. Bleibt die Spannung für länger als 300 ms auf 18 V, trennt die Dose den Receiver gleichstrommäßig vom Verteilnetz. Diese 18 V (im normalen Empfangsbetrieb steht das für die horizontale Schaltspannung) wird für den Unicable-Schaltvorgang nur für diese kurze Zeit benötigt und würde bei längerem Anliegen die Anlage lahmlegen. Die Dosenfunktion ist für Kathrein patentmäßig geschützt.
Ein anderer Ansatz zur Schutzfunktion ist eine Antennensteckdose, welche die Steuerbefehle (Höhe und Dauer der Fernspeisespannung, eventueller 22 kHz Dauerton sowie Inhalt der DiSEqC-Kommunikation) von den Receivern analysiert und nur die für die jeweilige Dose (= Wohnung) zulässigen Steuerbefehle passieren lässt (JULTEC JAP-Serie). Die Berechtigung, auf welche Userbänder von der jeweiligen Antennensteckdose aus zugegriffen werden darf, legt der Anlageninstallateur fest (mit einem Antennenmessgerät oder per Bediensoftware und USB-Dongle). Diese Dosenfunktion ist für JULTEC patentmäßig geschützt. Die Dosen unterstützen sowohl die EN 50494 als auch JESS (EN 50607) und stellen dem Empfangsgerät per JESS Informationen über die an der Dose erlaubten Userbänder zur Verfügung.

## Kompatibilität
EN 50494 kompatible Endgeräte und LNB/Multischalter sollten problemlos miteinander kommunizieren können, sofern alle Einstellungen am Receiver wie die UB-Frequenzen oder LNB-Oszillatorfrequenz (Universal oder Wide Band) auch eingestellt werden können. Unicable kompatible Geräte sind mindestens für Unicable LNBs/Multischalter geeignet, d. h. vom Hersteller getestet. Die notwendigen UB-Frequenzen sind dann oft schon in der Receiversoftware hinterlegt, können aber mittlerweile schon bei fast allen Geräten manuell eingestellt werden (die EN 50494 fordert eine freie Eingabemöglichkeit). Unicable-LNBs mit Wide Band Oszillator (nur das „Kathrein UAS481“ mit 10.200 MHz) sind schon deutlich eingeschränkter, was Endgeräte angeht, da z. B. Sky-Receiver nur Universal-Oszillatorfrequenzen (9750 und 10.600 MHz) vorsehen. Die Hersteller/Anbieter von LNBs haben sich jedoch darauf verständigt, keine neuen „Breitband-Einkabel-LNBs“ mehr einzuführen, sondern eventuelle LNBs mit „Breitband-Hardware“ per Softwareanpassung mit einem Universal-LNB-Emulationsmodus auszustatten. (Das „Breitband-Einkabel-LNB“ ist nicht mit einem Universal-Breitband-LNB zu verwechseln!)
Empfangsgeräte (egal ob externe Receiver oder TVs mit integrierten DVB-S/S2-SAT-Empfangsteilen) haben nahezu alle eine Einkabelsteuerung zumindest nach dem alten Einkabelstandard nach EN 50494 implementiert, die Mehrzahl unterstützt bereits den Nachfolgestandard JESS (EN 50607). Einige Anbieter von Empfangsgeräten schränken unverständlicherweise die vorhandene Funktion teilweise je nach bei der Installation ausgewähltem Land ein.
Das unter Linux laufende Programm VDR („Video Disk Recorder“) ist sowohl mit EN 50494 („SCR/Unicable“), als auch EN 50607 („SCR/JESS“) kompatibel.
Auch sämtliche Satellitenreceiver mit dem Betriebssystem Enigma2 beherrschen mittlerweile den Unicablestandard nach EN 50494 und nach EN 50607.

## Unicable in LNBs
Bei dieser Lösung ist die Unicable-Funktionalität bereits im LNB untergebracht. Nach EN 50494-Protokoll genormte Unicable-LNB können maximal vier Receiver (Tuner) direkt über ein Kabel an das LNB angeschlossen werden. Es wird dann nur ein weiterer konventioneller Sat-Verteiler benötigt. Neuere nach EN 50494/EN 50607-Protokoll genormte Unicable II LNB können bis zu 32 Receiver (Tuner) direkt über ein Kabel versorgen. Werden noch mehr Anschlüsse benötigt, muss eine Lösung mit (kaskadierbaren) Unicable-Multischaltern gewählt werden.
Ein Unicable-LNB empfängt die Satellitensignale auf die gleiche Art wie ein herkömmliches LNB: Die vier verschiedenen Frequenzbänder, Vertikal/Low Band, Horizontal/Low Band, Vertikal/High Band und Horizontal/High Band werden jeweils rauscharm verstärkt und in das Sat-ZF-Band heruntergemischt. Sie treffen auf einen integrierten Multischalter, der für jeden Receiver die gewünschte Empfangsebene auswählt. Für jeden anschließbaren Receiver existiert nun ein sogenannter SCR-Baustein. Dieser mischt mit einem einstellbaren Frequenzgenerator (VCO) den vom jeweiligen Receiver ausgewählten Transponder auf dessen UserBand-Frequenz herunter. Anschließend wird das Signal gefiltert und mit entsprechender Verstärkung in das Koaxialkabel eingespeist. Der ganze Vorgang wird von einem zentralen Mikrocontroller gesteuert, der auch die DiSEqC-Befehle der Receiver decodiert.
Gängige Unicable-LNBs haben meist zwei oder sogar drei Ausgänge: Ein Unicable-Anschluss, an dem bis zu vier Unicable-taugliche Endgeräte angeschlossen werden können und ein bzw. zwei weitere sog. Legacy-Anschlüsse, an dem/denen zusätzlich jeweils ein konventioneller Nicht-Unicable-fähiger Receiver angeschlossen werden kann.
Obwohl die Industrie vereinbart hat, dass sich alle LNBs wie Universal-LNBs verhalten sollen, gibt es auch LNBs mit unüblichen Oszillatorfrequenzen, die besondere Receivereinstellungen erfordern (siehe Weblinks unten, dort wird die Einstellung eines Receivers für den „Unicable-Betrieb“ erklärt).

## Unicable in Multischaltern

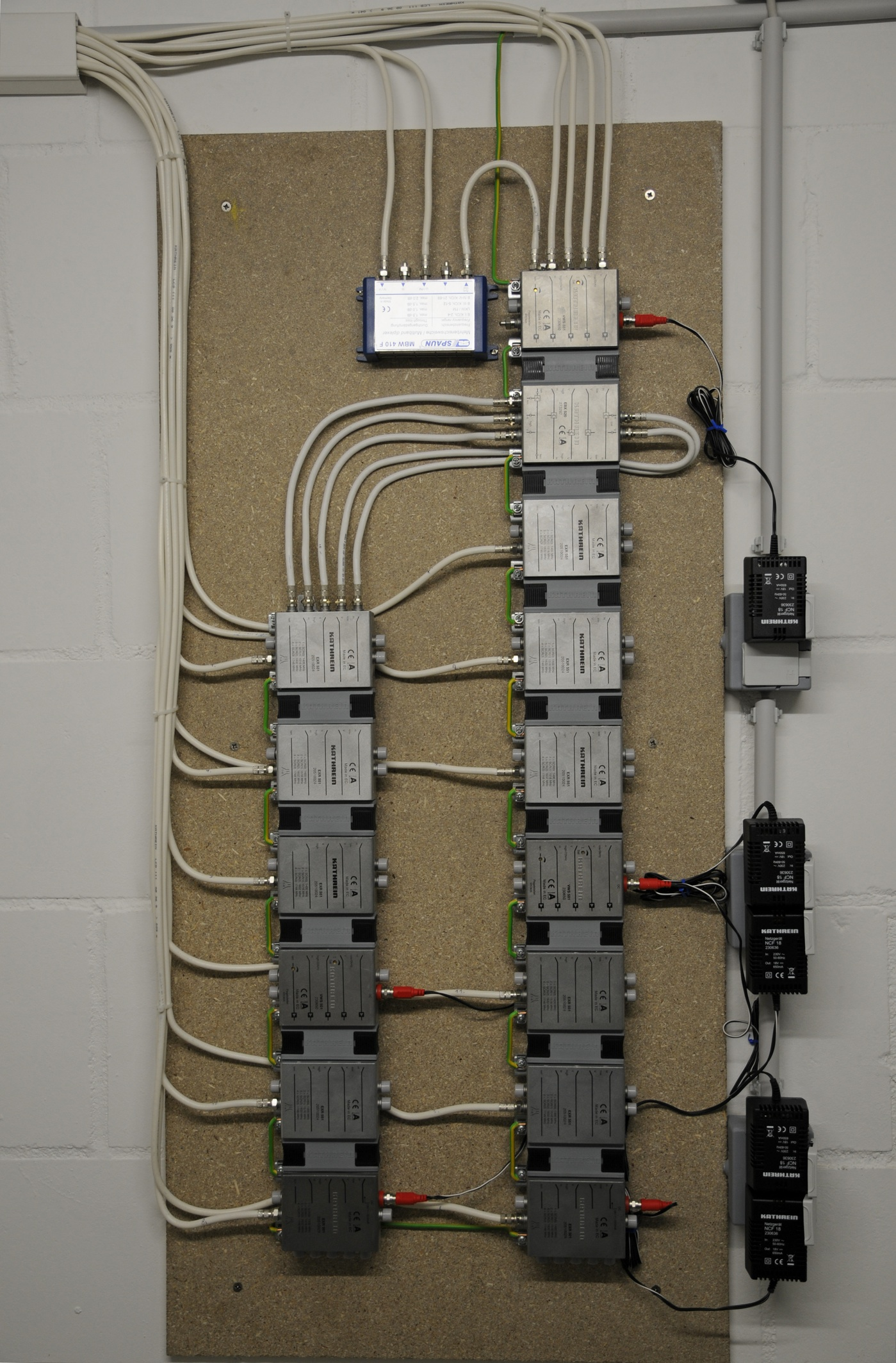
Beispiel einer Unicable-Installation mit EXR-Matrizen inklusive DVB-T- und UKW-Verteilung für elf Parteien

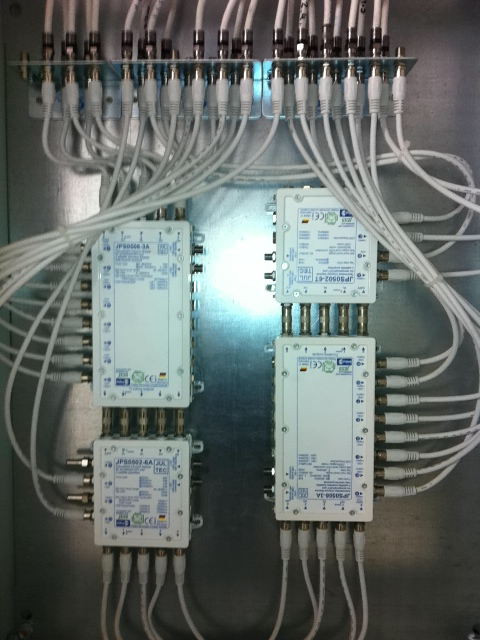
Unicable-Installation für 21 Wohneinheiten

Die Unicable-Funktionalität kann anstatt im LNB auch in Multischaltern integriert werden (bei EN 50494 können maximal acht Receiver über ein Kabel versorgt werden). Dadurch ist ein gemischtes Leitungsnetz (herkömmliche Verteilung und Unicable) möglich, was ein ausgedehntes Verteilnetz ermöglicht und sich besonders zur Überbrückung der letzten Meter Antennenleitung in einer Wohnanlage vom Treppenhaus hinein in Etagenwohnungen eignet (wo fast ausschließlich nur eine Antennenleitung zur Verfügung steht).
Das nebenstehende Bild 1 zeigt eine Installation für ein Elf-Parteienhaus. Nachdem die vier Sat-ZF-Ebenen, welche von einem Universal-Quattro-LNB kommen, vorverstärkt wurden, werden sie in eine Sat-Weiche geführt. Zusätzlich zu den Sat-ZF-Ebenen können auch terrestrische Signale (z. B. DVB-T sowie UKW) hinzugenommen werden. Danach folgt für jede Wohnung eine eigene SCR-Matrix, in diesem Fall für bis zu vier Single-Receiver oder zwei Twin-Receiver pro Wohnung. Das hat erstens den Vorteil, dass sich Wohnungen nicht gegenseitig stören können. Denn wird ein Receiver falsch eingestellt, sind alle weiteren Receiver auf derselben Leitung davon betroffen. Zweitens können für jede Wohnung stets die niedrigsten Kanäle verwendet werden. Der niedrigste Kanal beginnt bei dem abgebildeten System bei 1400 MHz (andere Hersteller arbeiten teilweise schon ab 1076 MHz). Bei bis zu acht Geräten an einer Leitung läge der letzte Kanal bei 2096 MHz, was bei bestehenden Verkabelungen mit älteren Kabeln zu Pegelproblemen führen kann, da höhere Frequenzen eine stärkere Dämpfung erfahren. Nach drei Matrizen folgt in diesem Beispiel wieder je ein Verstärker. Das letzte Element in jedem Strang ist eine SCR-Matrix mit integriertem Netzteil, das die beiden Stränge mit Strom versorgt.
Durch den komplexeren Aufbau des Systems ist eine sorgfältige Vorbereitung, die Verwendung hochwertiger Komponenten sowie die Einhaltung der Pegel- und Dämpfungswerte während aller Schritte besonders wichtig.
Bild 2 zeigt eine Unicable-Aufbereitungsanlage für insg. 21 Parteien bzw. Wohneinheiten incl. einem durchgeführten Potentialausgleich (Vorschrift bei wohnungsübergreifender Installation bzw. wenn die Antennenempfangsanlage im Blitzschutzbereich installiert wurde). Aus den beiden „großen“ Bauteilen (Jultec JPS0508-3) werden jeweils in acht Wohnungen drei Unicable-Umsetzungen (für den Betrieb von drei Receivern) übertragen, die beiden „kleinen“ Bauteile (Jultec JPS0502-6) übertragen an jeweils zwei Wohnungen sechs Umsetzungen (für den Betrieb von sechs Receivern). Ein Extra-Raum wurde per „Legacy-Ausgang“ versorgt. Kombiniert bzw. verbunden sind diese Schalter per Kaskadenschaltung, d. h. die vier Stämmen bzw. Bänder und der terrestrische Eingang (CATV) werden von Schalter zu Schalter durchgeschleift.
Die Schalter selbst benötigen keine Stromversorgung, diese werden über die Receiverschaltspannungen versorgt. Die LNB-Spannungsversorgung wurde über einen den Schaltern vorgeschalteten Vorverstärker durchgeführt. Diese Schalter verfügen über eine AGC-Regelung (Auto Gain Control) von einem Entropic Unicable-Chipsatz, welche am Eingang die Signalpegel automatisch anpasst, d. h. kommt z. B. zu wenig Signal vom LNB, wird der Pegel automatisch, soweit noch möglich, so angepasst, dass der Schalter es bestmöglich verarbeiten kann, bzw. kommt zu viel Signal, auch „Übersteuerung“ genannt, wird der Pegel heruntergesetzt, um den Schalter nicht zu übersteuern. Die Ausgänge sind teilweise mit Kabelwegen von über 60 m bis zur Wohnungsverteilung versehen, die Wohnungsverteilung spaltet dann innerhalb der Wohnungen das Signal weiter zu den gesetzten Antennendosen auf. Mit eingespeist über den terrestrischen Eingang und somit auch an jeden Anschlussplatz mit übertragen wurde eine UKW-, DVB-T-Antenne und das digitale Radio DAB+.
JULTEC bietet seit 2010 mit ihrer JRS-Schalterserie auch schon Unicable-Verteilkomponenten an, die keine Stromversorgung mehr benötigen (receivergespeist/receiver powered). Diese wird den Schaltern über die Receiver-Schaltspannung zur Verfügung gestellt. Das eignet sich vor allem bei Planungen für Anlagen, bei denen keine Stromversorgung am Multischalterstandort zur Verfügung steht, oder bei Anlagen in Mehrparteienhäusern, da so keine Aufrechnung für die Stromkostenaufteilung pro Partei erfolgen muss (sofern kein Gemeinschafts-Stromanschluss genutzt werden könnte).

## Alternativen
Eine Alternative zur Unicable-Lösung ist die Sat-ZF-Verteilung mittels konventioneller Multischalter oder die technisch limitierten Einkabelsysteme.
JESS (Jultec Enhanced Stacking System) ist eine abwärtskompatible Erweiterung des Unicable-Protokolls durch die deutsche Firma Jultec, die bis zu 32 Receiver an einer Leitung erlaubt und bis zu 64 Satellitenpositionen ansteuern kann. Die Protokollbeschreibung ist bei Jultec auf der Homepage veröffentlicht und ist 2013 unter der EN 50607 zu einer Europäischen Norm geworden. Allerdings unterscheiden sich auch hier die Benennungen. So nutzt beispielsweise Kathrein die Bezeichnung „SCD2“, Panasonic die Bezeichnung „Einkabel 2.0“ und Inverto/FTA die Bezeichnung „Unicable 2“. Zu beachten ist, dass Inverto keine normgerechte Zählweise der Userband-IDs verwendet, was zur Verwirrung bei den Benutzern und fehlkonfigurierten Empfangsgeräten führen kann.
Als eine Alternative ist die sogenannte Sat-over-IP-Technik zu nennen. Sie ermöglicht das Umsetzen der Sat-Signale in lokale Netze. Damit stehen bis zu vier frei empfangbare TV-Sender an IPTV-fähigen Geräten zur Verfügung.

## Normen
- DIN EN 50494: Signalverteilung von Satellitensignalen über ein einziges koaxiales Kabelverteilnetz, Deutsche Fassung der EN 50494:2007, Ausgabe 2008-02
- DIN EN 50607: JESS (Jultec Enhanced Stacking System) Einkabelsystem, Nachfolgestandard der EN 50494: 2013/2014